# Elektriciteitscentrale Aare
Elektriciteitscentrale Aare (Beznau) (Duits: Aarekraftwerk (Beznau)) ligt in de rivier de Aare bij het eiland Beznau in het Zwitserse Döttingen.
De bouw van de waterkrachtcentrale werd uitgevoerd van 1898 tot 1902. De elf turbines kunnen een stroom van 418 m³/s aan, en geven elk een vermogen van 1,77 MW. De totale capaciteit van de centrale is 19,5 MW. Eigenaar van de centrale is Axpo AG, die ook eigenaar van de naastgelegen kerncentrale Beznau is.